# Chaetogonopteron zhuae
Chaetogonopteron zhuae är en tvåvingeart som beskrevs av Liao, Zhou och Yang 2008. Chaetogonopteron zhuae ingår i släktet Chaetogonopteron och familjen styltflugor. Inga underarter finns listade i Catalogue of Life.